# Campeonato Carioca de Futebol de 1971
O Campeonato Carioca de Futebol de 1971 foi a 73.ª edição da principal competição do futebol do Rio de Janeiro. O Fluminense conquistou o título após bater o Botafogo, perante mais de 160.000 torcedores presentes. 
A média de público foi de 18.601 torcedores pagantes por jogo, mais de 5.500 em relação ao ano anterior.

## Classificação

### 1º Turno

#### Grupo A
| Classificação | Classificação | Classificação | Classificação | Classificação | Classificação | Classificação | Classificação | Classificação | Classificação |
| Pos           | Time          | PG            | J             | V             | E             | D             | GP            | GS            | SG            |
| ------------- | ------------- | ------------- | ------------- | ------------- | ------------- | ------------- | ------------- | ------------- | ------------- |
| 1             | America       | 8             | 6             | 3             | 2             | 1             | 11            | 6             | +5            |
| 2             | Flamengo      | 7             | 6             | 2             | 3             | 1             | 10            | 4             | +6            |
| 3             | Vasco da Gama | 6             | 6             | 2             | 2             | 2             | 8             | 8             | 0             |
| 4             | Bonsucesso    | 5             | 6             | 2             | 1             | 3             | 3             | 5             | -2            |
| 5             | Portuguesa    | 5             | 6             | 2             | 1             | 3             | 4             | 9             | -5            |
| 6             | Campo Grande  | 3             | 6             | 0             | 3             | 3             | 7             | 12            | -5            |

#### Grupo B
| Classificação | Classificação | Classificação | Classificação | Classificação | Classificação | Classificação | Classificação | Classificação | Classificação |
| Pos           | Time          | PG            | J             | V             | E             | D             | GP            | GS            | SG            |
| ------------- | ------------- | ------------- | ------------- | ------------- | ------------- | ------------- | ------------- | ------------- | ------------- |
| 1             | Botafogo      | 11            | 6             | 5             | 1             | 0             | 15            | 5             | +10           |
| 2             | Olaria        | 9             | 6             | 3             | 3             | 0             | 8             | 2             | +6            |
| 2             | Fluminense    | 9             | 6             | 3             | 3             | 0             | 7             | 3             | +4            |
| 4             | Bangu         | 4             | 6             | 1             | 2             | 3             | 11            | 13            | -2            |
| 5             | Madureira     | 4             | 6             | 1             | 2             | 3             | 3             | 9             | -6            |
| 6             | São Cristóvão | 1             | 6             | 0             | 1             | 5             | 0             | 11            | -11           |

### 2º Turno
| Classificação | Classificação | Classificação | Classificação | Classificação | Classificação | Classificação | Classificação | Classificação | Classificação |
| Pos           | Time          | PG            | J             | V             | E             | D             | GP            | GS            | SG            |
| ------------- | ------------- | ------------- | ------------- | ------------- | ------------- | ------------- | ------------- | ------------- | ------------- |
| 1             | Fluminense    | 21            | 14            | 8             | 5             | 1             | 23            | 10            | +13           |
| 2             | Flamengo      | 18            | 14            | 7             | 4             | 3             | 17            | 10            | +7            |
| 3             | Botafogo      | 18            | 14            | 6             | 6             | 2             | 13            | 8             | +5            |
| 4             | Olaria        | 17            | 14            | 6             | 5             | 3             | 21            | 11            | +10           |
| 5             | America       | 10            | 13            | 2             | 6             | 5             | 8             | 12            | -4            |
| 6             | Bangu         | 10            | 13            | 4             | 2             | 7             | 12            | 15            | -3            |
| 7             | Vasco da Gama | 9             | 14            | 3             | 3             | 8             | 8             | 19            | -11           |
| 8             | Bonsucesso    | 7             | 14            | 2             | 3             | 9             | 5             | 22            | -17           |

## O jogo do título
Com relação ao jogo, tivemos no primeiro tempo um Botafogo que tinha a vantagem do empate, jogando na retranca, deixando apenas Zequinha e Nilson para os contra-ataques. O Fluminense também entrou bastante cauteloso, provocando um absoluto equilíbrio entre ambos. Com isso, a maior parte das jogadas se desenrolava entre as duas intermediárias. O lance mais perigoso desse primeiro tempo acontece quando Lula, cobrando uma falta, mandou no travessão. Aos 28 minutos, o Botafogo perdeu o lateral Carlos Alberto Torres, que saiu contundido.
No segundo tempo o Fluminense voltou com Flávio no lugar de Didi e com isso, deu mais agressividade ao ataque tricolor. Mas o Botafogo era perigoso com as investidas de Zequinha. O Fluminense continuou timidamente mesmo com a entrada de Cafuringa no lugar de Wilton. Com a necessidade da vitória os tricolores partiram para o ataque principalmente com os laterais Marco Antonio e Oliveira. Aos 34 minutos Félix praticou a mais sensacional defesa do jogo depois de uma falta cobrada por Paulo César com maestria. Aos 43 aconteceu o lance que decidiu o jogo, após um cruzamento do lateral direito Oliveira, Marco Antônio e o goleiro Ubirajara se chocaram, tendo a bola sobrado para Lula que fez o gol, com insistentes reclamações dos botafoguenses, o árbitro confirmou o gol de Lula e a Torcida Tricolor comemorou ruidosamente o título conquistado no Campeonato Carioca de 1971.
No mesmo campeonato um outro fato polêmico envolveu estes dois clubes neste ano, desta vez favorecendo o Botafogo: a vitória do clube alvinegro em 18 de abril, já pela fase final deste Campeonato Carioca por 1 a 0, na única derrota do Fluminense na competição e que se não tivesse acontecido teria dado a vantagem do empate para o Tricolor no jogo decisivo, com gol de pênalti mal marcado segundo os cronistas do Jornal dos Sports do dia após o jogo em Jairzinho, convertido em gol por Paulo César e intensamente comemorado pelos botafoguenses durante a semana que sucedeu ao Clássico Vovô.
Ficha técnica
FLUMINENSE 1–0 BOTAFOGO
Data:27 de junho de 1971.
Local: Estádio do Maracanã.
Árbitro: José Marçal Filho.
Publico: 142.339 pagantes.
Gol: Lula aos 42'/2º Tempo.
Fluminense: Félix; Oliveira, Galhardo, Assis e Marco Antonio; Silveira e Didi (Flávio); Wilton (Cafuringa), Cláudio Garcia; Ivair e Lula. Técnico: Zagallo.
Botafogo: Ubirajara; Carlos Alberto Torres (Mura), Brito, Osmar e Paulo Henrique; Carlos Roberto e Nei Conceição; Zequinha (Paraguaio), Careca, Nilson Dias e Paulo César. Técnico: Paraguaio.

## Rodadas finais
Veja como foram as três últimas rodadas de Botafogo e Fluminense (na época, uma vitória valia dois pontos e o empate um):
Fluminense 3–1 America
Botafogo 0–2 Flamengo
Botafogo 1–1 America
Fluminense 2–0 Flamengo
Botafogo 0–1 Fluminense

## Classificação final
| Classificação | Classificação | Classificação | Classificação | Classificação | Classificação | Classificação | Classificação | Classificação | Classificação |
| Pos           | Time          | PG            | J             | V             | E             | D             | GP            | GS            | SG            |
| ------------- | ------------- | ------------- | ------------- | ------------- | ------------- | ------------- | ------------- | ------------- | ------------- |
| 1             | Fluminense    | 30            | 20            | 11            | 8             | 1             | 30            | 13            | +17           |
| 2             | Botafogo      | 29            | 20            | 11            | 7             | 2             | 28            | 13            | +15           |
| 3             | Olaria        | 26            | 20            | 9             | 8             | 3             | 29            | 13            | +16           |
| 4             | Flamengo      | 25            | 20            | 9             | 7             | 4             | 27            | 14            | +13           |
| 5             | America       | 18            | 19            | 5             | 8             | 6             | 19            | 18            | +1            |
| 6             | Vasco da Gama | 15            | 20            | 5             | 5             | 10            | 16            | 27            | -11           |
| 7             | Bangu         | 14            | 19            | 5             | 4             | 10            | 23            | 28            | -5            |
| 8             | Bonsucesso    | 12            | 20            | 4             | 4             | 12            | 8             | 27            | -19           |
| 9             | Portuguesa    | 5             | 6             | 2             | 1             | 3             | 4             | 9             | -5            |
| 10            | Madureira     | 4             | 6             | 1             | 2             | 3             | 3             | 9             | -6            |
| 11            | Campo Grande  | 3             | 6             | 0             | 3             | 3             | 7             | 12            | -6            |
| 12            | São Cristóvão | 1             | 6             | 0             | 1             | 5             | 0             | 11            | -11           |

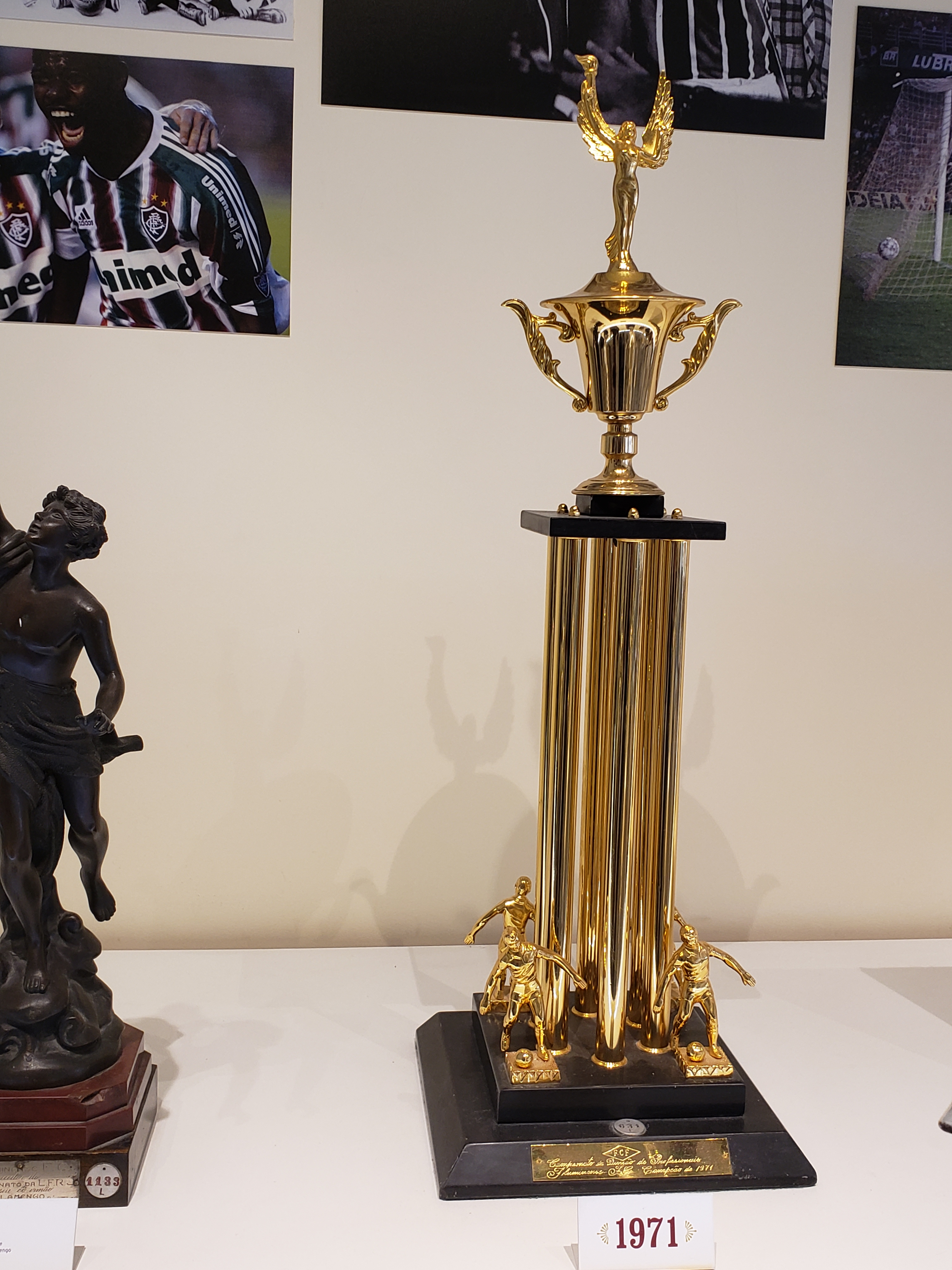
Taça do Campeonato Carioca de 1971.

A partida entre America e Bangu não aconteceu porque ambos os clubes se negaram a jogar em protesto contra o Olaria que, patrocinado por uma empresa, teve todos os ingressos da partida Olaria-Flamengo comprados por tal empresa - o que classificou o Olaria para o Campeonato Brasileiro pelo critério de público.